# Hard Rain (Film)
Hard Rain ist ein US-amerikanischer Actionfilm aus dem Jahr 1998 mit Christian Slater und Morgan Freeman in den Hauptrollen.

## Handlung
Heftige Regenfälle führten zu einem solchen Ansteigen des Wasserpegels, dass die kleine Stadt Huntingburg in Indiana evakuiert werden musste. Der Ort ist inzwischen zu einer Geisterstadt geworden, in der sich kaum noch Menschen aufhalten. Ausgerechnet jetzt bleibt dort ein Geldtransporter mit dem gesamten Bargeld der Umgebung stecken. Die Fahrer Tom und sein Onkel Charlie fordern Hilfe an, doch nur der alternde Gauner Jim und seine Truppe kommen.
Als Charlie in einem Schusswechsel erschossen wird, macht sich Tom mit dem Geld auf die Flucht. Er versteckt die drei Millionen US-Dollar und liefert sich wenig später eine Verfolgungsjagd mit den Gangstern. Tom kann vorerst entkommen und sucht Unterschlupf in einer Kirche. Die dort noch arbeitende Restauratorin Karen schlägt den vermeintlichen Plünderer nieder und ruft den Sheriff. Dem erzählt Tom von dem Geld, doch dessen Kollege glaubt ihm nicht und sie sperren ihn in eine Zelle. Als das Wasser weiter ansteigt, kann Karen im letzten Moment Tom aus seiner völlig überfluteten Zelle befreien.
Als Tom mit einem Boot zurück zu seinem Transporter fährt, um auf die angeforderte Verstärkung zu warten, taucht Jim wieder auf und erpresst Tom, ihm das Versteck zu zeigen. Doch auch der Sheriff will ans große Geld und erschießt Jims Team. Tom und Jim können sich retten und schließen eine Notgemeinschaft gegen den Sheriff und seine Helfer; sie schaffen es, ihren Gegner in Schach zu halten. Doch Tom muss Karen zur Hilfe eilen, die an die Treppe ihres Hauses gefesselt ist und in der Flutwelle des gebrochenen Damms zu ertrinken droht. Am Ende stirbt der Sheriff mitsamt seinen Leuten, und Jim macht sich mit einem kleinen Teil des Geldes aus dem Staub. Tom hingegen wartet mit Karen auf die Polizei.

## Kritik
„Frostig-klammes Actiondrama, in dem Handlung und Katastrophenszenario einigermaßen stringent miteinander verbunden sind. Trotz ansprechender Darsteller wird die sintflutartige Unheilsatmosphäre inhaltlich aber nicht weiter vertieft, so daß der Film vornehmlich routinierte Unterhaltung bietet.“

Die Deutsche Film- und Medienbewertung FBW in Wiesbaden verlieh dem Film das Prädikat wertvoll.